# Ferrovia Roma-Civita Castellana-Viterbo
La ferrovia Roma-Civita Castellana-Viterbo (indicata con le abbreviazioni RCV o FC3 e nota anche come ferrovia Roma Nord) è una ferrovia italiana ex concessa che collega la stazione di Piazzale Flaminio, a Roma, con la stazione di Viterbo via Civita Castellana.
Inaugurata nel 1932, la linea è lunga complessivamente 102 km ed è suddivisa in due tratte: la tratta urbana (con 15 stazioni e lunga 12 km), che svolge il servizio di una metropolitana, collega piazzale Flaminio alla stazione di Montebello, mentre la seconda (90 km) raggiunge le stazioni di Sant'Oreste, Civita Castellana, Catalano e Viterbo.
I treni del servizio urbano effettuano tutte le fermate: Euclide, Acqua Acetosa, Campi Sportivi (a richiesta), Monte Antenne (a richiesta), Tor di Quinto (a richiesta), Due Ponti (a richiesta), Grottarossa (a richiesta), Saxa Rubra, Centro Rai (a richiesta), Labaro, La Celsa (a richiesta), Prima Porta, La Giustiniana (a richiesta).
I treni del servizio extra-urbano, invece, nella tratta fino a Montebello, effettuano fermata obbligatoria a Euclide, Acqua Acetosa, Saxa Rubra e Prima Porta (solo festivi).
La ferrovia è di proprietà della Regione Lazio e dal 1º luglio 2022 è affidata ad ASTRAL (gestore dell'infrastruttura) e Cotral (impresa ferroviaria).

## Storia

### La tranvia
Il primo collegamento tra la Capitale e la città di Civita Castellana risale agli inizi del XX secolo quando, su iniziativa dell'ingegnere Ettore Angelelli, fu costruita la tranvia Roma-Civita Castellana, prolungata nel 1913 con la tratta ferroviaria Civita Castellana-Viterbo.
Le gravi difficoltà economiche derivate dal traffico non elevato portarono al tracollo finanziario della società esercente, che fu rilevata dalla Société des Tramways et Chemins de Fer Rome-Nord, conosciuta in Italia come Società Tramvie e Ferrovie Roma-Nord. Obiettivo dichiarato dell'operazione, appoggiata dalla politica locale, era quello di attuare un radicale ammodernamento dei due impianti trasformandoli in una ferrovia vera e propria.
Il 27 luglio 1921 si costituì a tal fine, a Roma, la Società Romana per le Ferrovie del Nord (SRFN), con capitale sociale di 6 000 000 di lire. Il trasferimento delle concessioni fu aggiornato con una nuova convenzione approvata con Regio decreto del 31 maggio 1923 che elevava appunto il valore delle sovvenzioni e sancito con Regio decreto nº 1744 del 22 luglio.
Rilevato dunque l'esercizio, la SRFN avviò la costruzione della nuova ferrovia che fra Roma e Civitacastellana era destinata a sostituire completamente la tranvia. Nel 1927 venne deciso di adottare lo scartamento ordinario e l'elettrificazione in corrente continua a 3000 V, in conformità con gli impianti FS così da attuare agevoli interscambi.

### La ferrovia

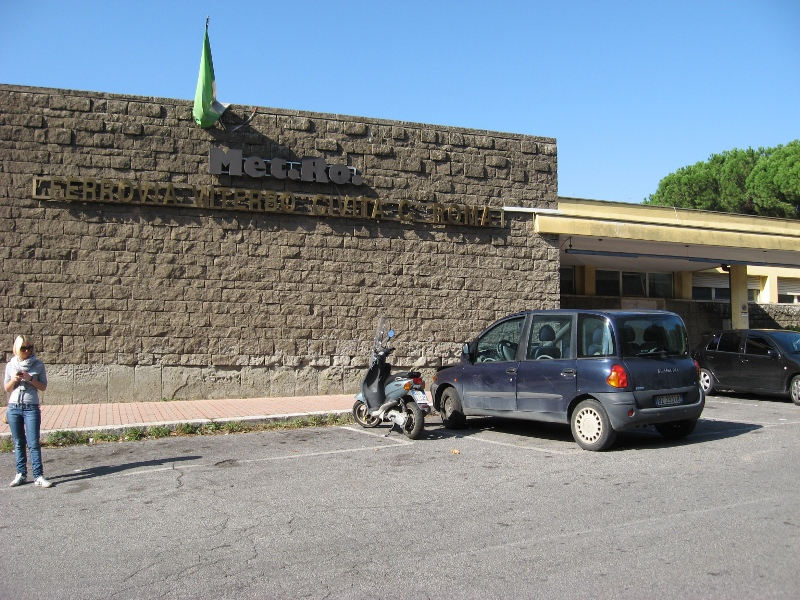
Stazione di Viterbo

Il piano regolatore di Roma del 1931 impose la completa ricostruzione del tratto di penetrazione urbana, che portò alla sostituzione della linea tranviaria a favore di un nuovo tratto sotterraneo progettato dall'ingegnere milanese Ernesto Besenzanica, già ideatore della Ferrovia Sangritana.
Si decise di allargare la sagoma limite in modo da permettere il transito non solo alle normali carrozze, ma anche ai carri merci standard in servizio sulla rete statale.
La richiesta della società committente prevedeva la costruzione di una nuova stazione in zona periferica. Besenzanica rifiutò seccamente la richiesta e, non senza sforzi, convinse la committenza ad accettare di usare come terminal urbano una nuova stazione sotterranea. A quel tempo, gli inizi degli anni 1930, una costruzione simile non era ancora banale come può esserlo oggi: al contrario si trattava di una vera e propria sfida tecnica, molto costosa e difficile. 
La linea venne aperta all'esercizio il 28 ottobre 1932, nel decimo anniversario della marcia su Roma, e venne presto soprannominata semplicemente Roma nord. Per l'apertura venne organizzata una massiccia campagna pubblicitaria che, come simbolo della tratta, utilizzò l'immagine del Monte Soratte, visibile dalla stazione di Sant'Oreste.
La stazione di Piazzale Flaminio si sarebbe rivelata, nel secondo dopoguerra, uno dei punti di forza del servizio. Anche l'azzardo della scelta dell'elettrificazione a 3 kV si rivelò vincente quando il sistema si consolidò come metodo standard delle reti ferroviarie italiane. Durante la ricostruzione della città dopo il conflitto la tratta cittadina venne raddoppiata per la lunghezza di circa 10 km, fino alla stazione di La Celsa.
Durante i lavori di costruzione del raddoppio venne progettata e costruita anche una diramazione che avrebbe dovuto raggiungere il Cimitero Flaminio. La tratta, conclusa nel 1950, avrebbe dovuto offrire anche un peculiare servizio di trasporto ferroviario funebre, realizzato con mezzi appositi, che avrebbe dovuto arrivare direttamente al perimetro del camposanto. La diramazione non entrò mai in servizio e dovette essere smantellata solo pochi anni dopo il completamento per via di modifiche alla disposizione del cimitero stesso.
Nel 1958 venne costruita una seconda stazione ferroviaria sotterranea, Euclide, a 1531 metri da Flaminio, pensata per servire il quartiere dei Parioli.
Negli anni sessanta venne soppresso uno dei due raccordi con la rete FS, quello tra la stazione di Viterbo Porta Fiorentina e la stazione di Viterbo.
Nel 1970 la SRFN iniziò i lavori di raddoppio di un ulteriore tratto fino alla stazione di Prima Porta, che si conclusero nel 1974.

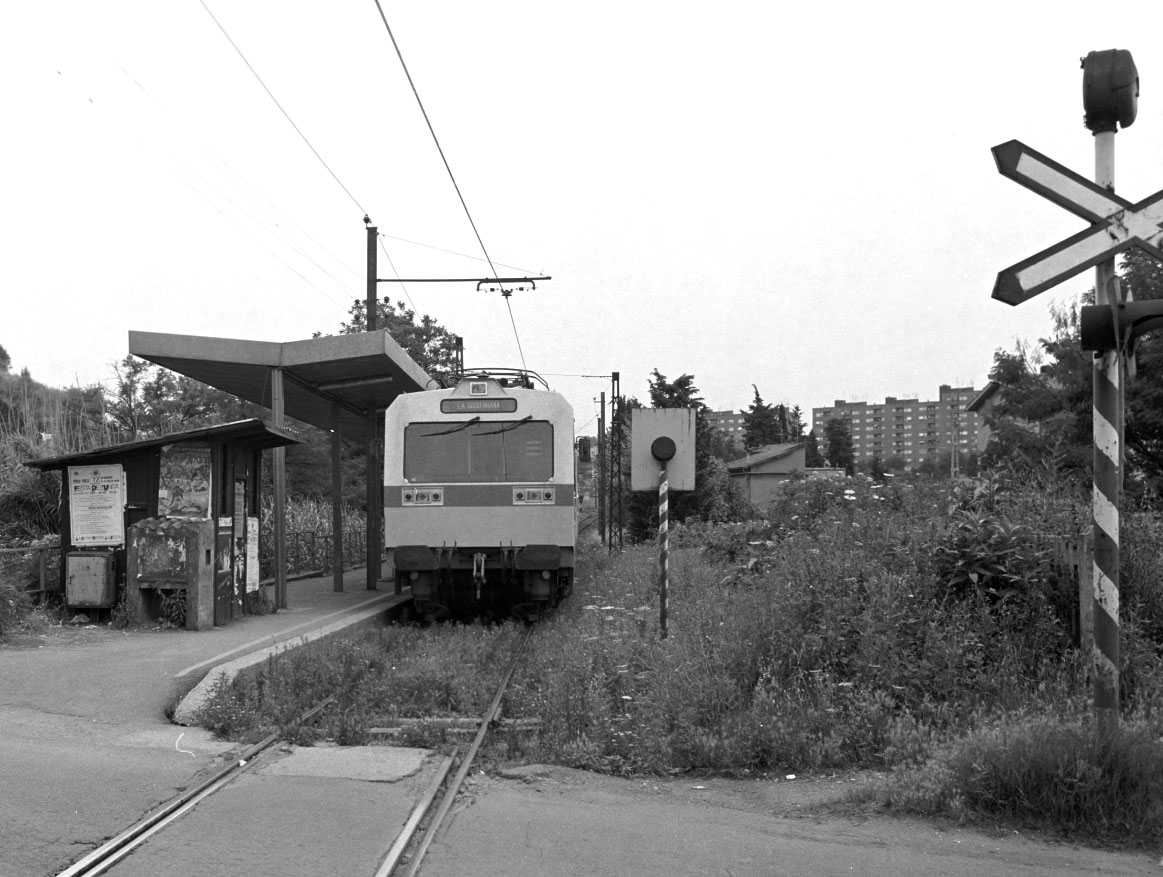
La stazione La Giustiniana in una foto del 1988

Nel 1970, nel quadro di una generale ristrutturazione del trasporto extraurbano e delle linee ferroviarie locali, la STEFER, che già aveva esercito la rete delle tranvie dei Castelli Romani, acquisì l'intero pacchetto azionario della SRFN; nel novembre 1976 la stessa fu trasformata in ACoTraL, poi Cotral.
Tra la fine degli anni 1970 e i primi anni 1980 l'intera tratta rischiò la soppressione per via del boom del trasporto su strada. In seguito le proposte si sono succedute principalmente riguardo alla parte interurbana, ritenuta superflua e in condizioni di decadimento irrecuperabile.

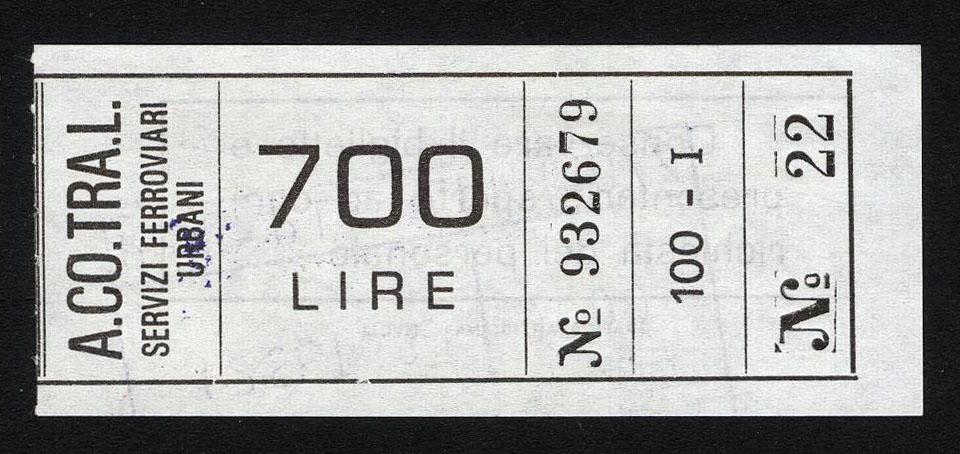
Biglietto ferroviario Roma Viterbo 1980

Nei primi anni 1990 interventi di manutenzione e restauro delle infrastrutture e la valorizzazione del traffico turistico hanno rilanciato il servizio. Le stazioni di Grottarossa, Saxa Rubra, La Giustiniana, La Celsa e Montebello sono state ristrutturate in occasione del Giubileo del 2000.
Nel 2000 Cotral fu divisa in due società: una per la gestione dei collegamenti extraurbani su gomma e l'altra per la gestione della Metropolitana e delle ferrovie concesse. Quest'ultima inizialmente denominata Metroferro, nel marzo 2001 ha preso il nome di Met.Ro. (metropolitana di Roma).
Il 21 dicembre 2005 fu raddoppiato un ulteriore tratto di linea da Prima Porta alla nuova stazione di Montebello, che entrò in servizio il 13 febbraio 2006, divenendo capolinea del servizio urbano.

Nel febbraio 2007 la Regione Lazio diramò un comunicato sulle opere previste ed appaltate per il potenziamento della linea: esse includevano l'ammodernamento di tutta la tratta urbana ed il rifacimento della stazione di Piazzale Flaminio, dove era prevista una nuova stazione di testa, ad uso esclusivo dei treni della tratta urbana, collegata direttamente con l'atrio della fermata Flaminio della linea A della metropolitana, mentre la stazione originaria sarebbe stata utilizzata solo dai treni regionali. 

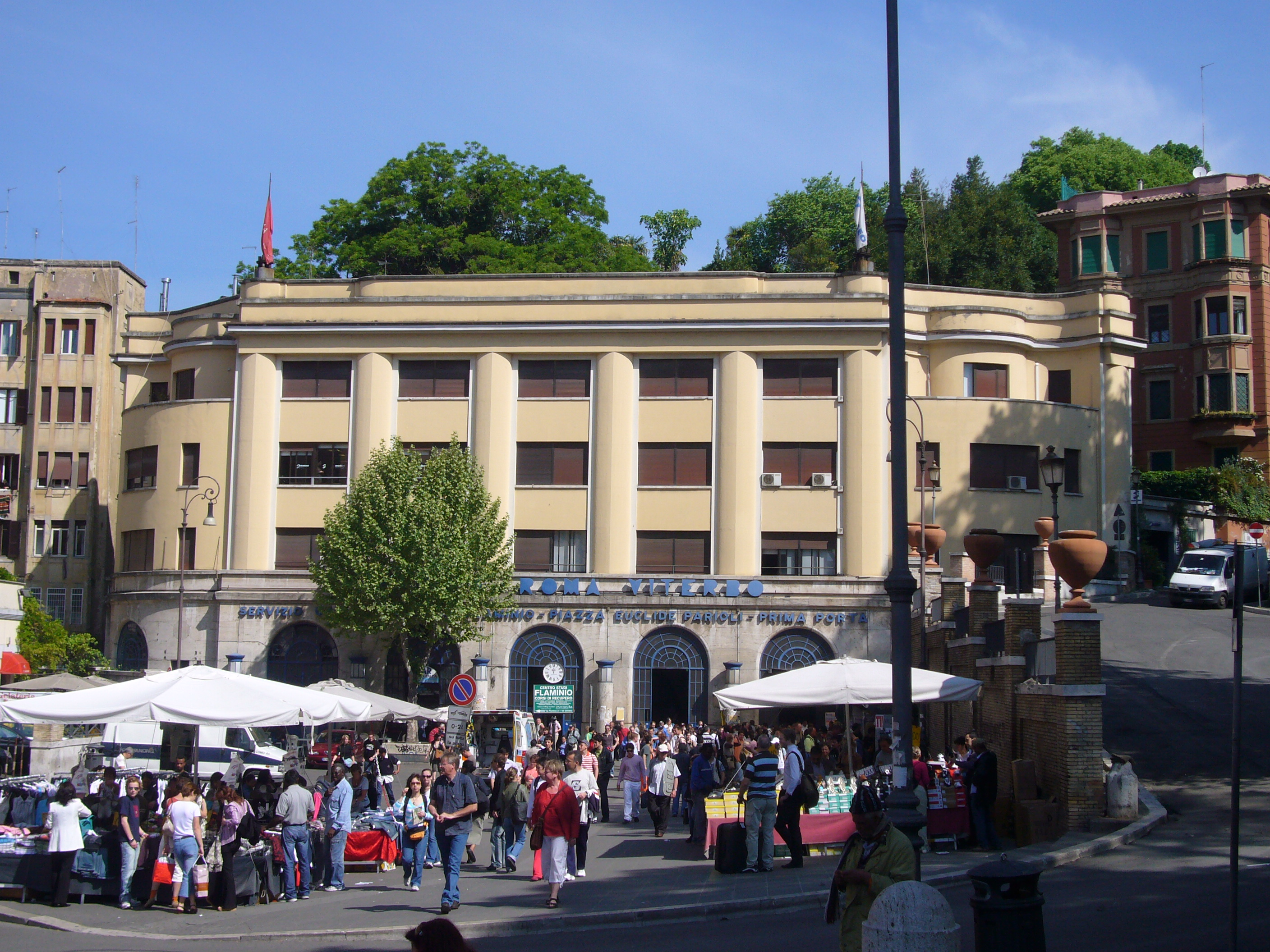
Stazione di Piazzale Flaminio

In alcune stazioni furono create banchine che permettono l'accesso "a raso" ai treni, portate alla lunghezza di 100 metri invece dei precedenti 40, mentre altre stazioni furono risistemate sommariamente. La stazione di Tor di Quinto fu chiusa e ammodernata tra il 2007 e il 2009. La stazione di Due Ponti fu ricostruita nelle immediate vicinanze della vecchia stazione.
Nel settembre 2008 la società di gestione della linea e l'assessore ai trasporti della Provincia di Viterbo evidenziarono le criticità della linea nel servizio extraurbano, soprattutto nella tratta Civita Castellana-Viterbo. L'allora Presidente della Regione Lazio Piero Marrazzo annunciò che, in relazione all'avvio dei lavori per l'apertura dell'Aeroporto Civile di Viterbo, l'apertura dei cantieri per il raddoppio della tratta Montebello-Sant'Oreste sarebbe avvenuta prima della fine del 2009. La tratta Sant'Oreste-Viterbo, invece, avrebbe dovuto attendere la disponibilità di finanziamento, per un importo di poco superiore a 250.000.000 €.
Dal 1º gennaio 2010 la gestione della linea passò all'ATAC. Lo stesso anno la giunta regionale guidata da Renata Polverini sospese ogni iniziativa sull'attuazione del progetto di raddoppio della linea, al fine di verificarne la sostenibilità finanziaria. Nel 2011 la stessa giunta annullò il bando di gara per l'esecuzione dei lavori di raddoppio sulla tratta Riano-Sant'Oreste, dopo aver verificato che i fondi disponibili erano stati riutilizzati per altri scopi.
Le pessime condizioni della linea e dei suoi mezzi le sono quasi valsi il secondo posto del satirico Trofeo Caronte di Legambiente nel 2015 come peggiore mezzo di trasporto pubblico in Italia (preceduta solo dalla Ferrovia Roma-Lido).

### Prospettive future
L'attuale edificio della stazione di Prima Porta verrà demolito e verrà realizzata una nuova stazione in una diversa collocazione e con la realizzazione di una variante del percorso ferroviario.
Si prospetta un probabile completamento del raddoppio della tratta Montebello-Riano, anche se i tempi e i modi ancora non sono ben specificati.
È un futuro incerto per il tratto, per il quale è allo studio anche la possibilità di chiudere la tratta Civita Castellana-Viterbo.
Al termine dei lavori la tratta urbana Roma-Montebello, nel caso in cui il Comune di Roma acquisti dalla Regione Lazio la ferrovia, assumerà le caratteristiche di una vera e propria linea metropolitana e, secondo quanto scritto nel Nuovo Piano Regolatore Generale, diventerà probabilmente una linea metropolitana leggera che già nel P.R.G. del 1962 veniva definita "Linea F". Nel 2019, con la votazione del Piano Urbano della Mobilità Sostenibile, il Comune di Roma ha previsto la trasformazione della linea in una metropolitana leggera contraddistinta dal nome Linea F e dal colore viola.
Dal 5 febbraio 2024 sono iniziati i lavori per il rinnovamento dell'infrastruttura.
Dal 23 giugno 2025, per i lavori di raddoppio e variante della tratta tra Riano e Morlupo, è chiusa la tratta Montebello - Magliano Romano, con una durata dei lavori stimata in 18 mesi. Durante questo periodo saranno chiuse al servizio le stazioni di Sacrofano, Riano e Castelnuovo di Porto e, nella tratta interessata, saranno attivati autobus sostitutivi.

## Caratteristiche

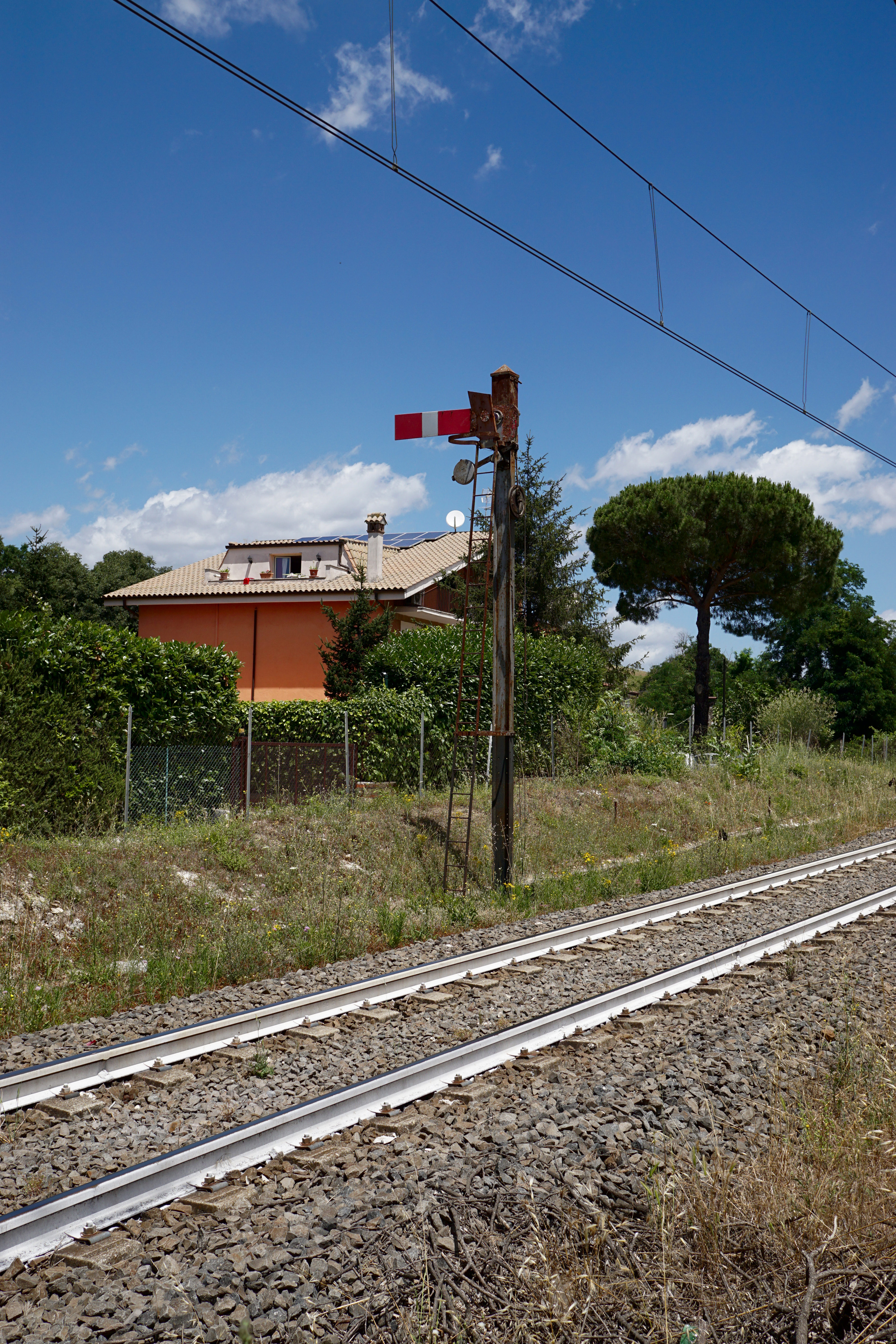
Nella tratta extraurbana la circolazione dei treni è regolata tramite blocco telefonico e segnali ad ala semaforica

| Unknown route-map component "tKBHFa" |

| Unknown route-map component "tSHST" |

| Unknown route-map component "SBHF" + Unknown route-map component "PORTALg" |

| Enter and exit short tunnel |

| Unknown route-map component "SHST" |

| Unknown route-map component "SHST" |

| Unknown route-map component "WCONTfaq" | Unknown route-map component "hKRZWae" | Unknown route-map component "WCONTgeq" |

| Unknown route-map component "SBHF" |

| Enter and exit short tunnel |

| Unknown route-map component "SHST" |

| Unknown route-map component "eBHF" |

| Unknown route-map component "SHST" |

| Unknown route-map component "SHST" |

| Unknown route-map component "eBHF" |

| Unknown route-map component "SHST" |

| Unknown route-map component "SKRZ-Au" |

| Unknown route-map component "SHST" |

| Unknown route-map component "SHST" |

| Unknown route-map component "hSKRZ-G2a" |

| Unknown route-map component "hSHSTe" |

| Unknown route-map component "SHST" |

| Enter and exit tunnel |

| Unknown route-map component "SBHF" |

| Station on track |

| Station on track |

| Station on track |

| Station on track |

| Stop on track |

| Unknown route-map component "eHST" |

| Station on track |

| Station on track |

| Station on track |

| Unknown route-map component "eHST" |

| Unknown route-map component "hbKRZWae" |

| Station on track |

| Station on track |

| Station on track |

|  | Straight track | Unknown route-map component "CONT1+f" |

|  | Station on track | Non-passenger station/depot on track |

|  | Unknown route-map component "SHI2gl" | Unknown route-map component "SHI2gr" |

|  | Straight track + Unknown route-map component "ENDEe~L" | Straight track + Unknown route-map component "ENDEe~R" |

|  | Unknown route-map component "HSTeBHF" | Unknown route-map component "kSTR3" |

| Unknown route-map component "CONTgq" | Unknown route-map component "kKRZr+1u" | Unknown route-map component "kSTRc4" |

| Unknown route-map component "eHST" |

| Station on track |

| Enter and exit tunnel |

| Stop on track |

| Enter and exit tunnel |

| Unknown route-map component "hbKRZWae" |

| Enter and exit tunnel |

| Unknown route-map component "hbKRZWae" |

| Unknown route-map component "eHST" |

| Enter and exit tunnel |

| Station on track |

| Enter and exit tunnel |

| Unknown route-map component "eHST" |

| Stop on track |

| Station on track |

| Enter and exit tunnel |

| Station on track |

| Unknown route-map component "eHST" |

| Unknown route-map component "CONT4+f" | Straight track |  |

| Unknown route-map component "eKRWg+l" | Unknown route-map component "eKRWgr" |  |

| Station on track | End station |  |

| Continuation forward |

La linea è una ferrovia a doppio binario nel tratto urbano e a binario semplice in quello extraurbano. Lo scartamento adottato è quello ordinario da 1435 mm.
La linea è elettrificata in corrente continua con una tensione pari a 3000 V; viene alimentata da una linea aerea fino a Catalano. Da Catalano a Viterbo si procede in corrente direzionale con linea aerea monofilo.
Il tempo di percorrenza dell'intera linea è di circa 3 ore.

## Traffico

### Servizio urbano
Nel tratto da piazzale Flaminio (in corrispondenza con la fermata Flaminio-Piazza del Popolo della linea A) alla stazione di Montebello è esercitato un servizio metropolitano, con frequenza tra 10 e 15 minuti. Anche la Stazione di Sacrofano, trovandosi all'interno del territorio comunale di Roma, è inclusa nella tariffa urbana della capitale, anche se vi fermano solamente i treni del servizio extraurbano.
L'unica stazione sotterranea è quella di Piazza Euclide, mentre quella di Piazzale Flaminio è al coperto ma al livello della strada; entrambe sono poste sul tratto di penetrazione urbana di Roma, costituito da una galleria della lunghezza di 2080 m.
Il tratto urbano è a doppio binario e l'alimentazione è tramite catenaria contrappesata. L'intero tratto cittadino è stato attrezzato con segnalamento luminoso, e l'armamento è di tipo pesante, adatto a sostenere anche veicoli ferroviari più grandi di quelli tipicamente usati per le linee metropolitane.
Nel tempo è prevista la ridenominazione del servizio metropolitano in Linea F così come approvato nel Piano Urbano della Mobilità. La stazione di Flaminio fa già parte di un nodo di interscambio. Oltre ai due binari di testa alloggia due binari di ricovero per la manutenzione e l'estrazione dalla linea dei convogli.
Vista la peculiare condizione della stazione di testa, sotterranea e centrale, gli impianti di servizio della tratta sono alloggiati presso lo scalo di Acqua Acetosa (2342 m dall'inizio della tratta): la stazione, costruita su un vecchio scalo merci, è attrezzata con rimesse, un'officina e un piazzale di ricovero. Inoltre, vi si trova un impianto per il trasferimento dei veicoli ferroviari tra le rotaie e la strada.

### Servizio extraurbano
La frequenza del servizio extraurbano è di circa una corsa ogni 30 minuti nella fascia oraria mattutina in direzione di Roma e nella fascia oraria pomeridiana in uscita dalla capitale. Nelle altre fasce orarie la frequenza è ridotta, con intervalli anche superiori ad un'ora.
Il tempo di percorrenza dell'intera tratta da Roma a Viterbo rasenta le tre ore, a seconda del numero di coincidenze impostate nell'orario di esercizio.
A partire dal cambio di orario del 7 marzo 2016, nei giorni feriali nessun treno percorre più l'intera linea, in quanto il servizio è stato suddiviso in due tratte: Roma-Catalano e Catalano-Viterbo. Alcune corse da/per Catalano sono attestate alla stazione di Montebello, capolinea del servizio urbano. Nei giorni festivi sono previsti cinque treni che percorrono l'intera linea, ed uno limitato a Sant'Oreste.
Nel tratto extra-urbano la linea è a binario unico e la catenaria è a sospensione rigida, così come la segnaletica è ancora realizzata con cartelli meccanici e impianti ad ala semaforica. Negli ultimi anni la catenaria è stata però sostituita, con il tipo ferroviario, nel tratto fino a Catalano. La segnaletica lungo la tratta Civita Castellana-Viterbo è stata migliorata con l'adozione di segnalazioni luminose e barriere automatiche presso i passaggi a livello più trafficati. Tra le stazioni di Magliano Romano e Rignano Flaminio si trova la vecchia stazione abbandonata di Morolo.
A Civita Castellana si trova il terzo punto di ricovero storico, a poca distanza dal moderno complesso di Catalano che funge da officina e deposito.
Presso la stazione di Fabrica di Roma la rete si raccorda con la rete nazionale delle Ferrovie dello Stato. Il raccordo si congiunge con la vicina stazione FS Fabrica di Roma sulla ex linea ferroviaria Orte-Capranica-Civitavecchia, dismessa dal 2011 tra Capranica e Civitavecchia e chiusa al traffico dal 1994 tra Capranica ed Orte. Dopo tale data è stata usata in via eccezionale solo per il trasferimento dei mezzi da e per la ferrovia ex SRFN.

## Materiale rotabile

### La prima dotazione
Con l'apertura della linea, nel 1932, la SRFN commissionò alla Tecnomasio Italiano Brown Boveri-Officine Meccaniche della Stanga dieci elettromotrici Tipo ECD 21-30 (motrici di terza classe con bagagliaio), oltre a venti rimorchiate (AC 51-58 e C71-82, di cui le prime a classe mista prima e terza, le seconde di sola terza classe), più una carrozza salone (S101), poi trasformata in carrozza viaggiatori mista (AC 59). Erano inoltre disponibili due locomotive a vapore tipo Mallet, mai utilizzate ed anzi radiate dal parco nel dopoguerra. Le unità dalla 21 alla 26 rimasero sempre con le caratteristiche di origine, mentre nei primi anni Sessanta, in occasione delle Olimpiadi, si decise di migliorare il servizio urbano modificando quattro motrici (dalla 27 alla 30) e quattro rimorchiate (da 79 ad 82), le prime munendole di comando indiretto (con un sistema detto "cavallino marcapunti") e le seconde munendole di una cabina di guida, ottenendo così quattro convogli reversibili da usare essenzialmente nel servizio urbano di Roma; sulle motrici fu anche soppresso il compartimento bagagli. Successivamente, tutte le restanti 17 rimorchiate furono equipaggiate con cavi passanti ed accoppiatori di estremità, così da poter essere inserite tra motrice e rimorchio pilota per poter effettuare treni reversibili di grande capacità. Attualmente, nessuna unità è più in servizio regolare; tuttavia, rimangono efficienti due unità (22 e 26), usate talvolta per soccorso e manovra, mentre la motrice 21 è esposta nel parco museo sito nella stazione di Roma Porta San Paolo.
A queste si affiancavano quattro locomotive a passo corto e rodiggio Bo'Bo' per il traino merci e il recupero in linea, costruite anch'esse da TIBB-OMS. La parte elettrica e meccanica era identica alle elettromotrici: due carrelli bimotorici, con sospensione primaria con molle ad elica e secondaria a balestra, quindi con quattro motori di trazione da 125 kW orari cadauno, azionati tramite un comando diretto a controller centrale (il tipico "timone" di realizzazione TIBB), salvo il rapporto di trasmissione, accorciato sulle locomotive (14/75 denti anziché 17/70 come sulle ECD) al fine di aumentare lo sforzo di trazione, con riduzione della velocità massima a 45 km/h, contro i 75 originali delle elettromotrici. Verso il 1952, stante la riduzione del traffico merci, si decise di modificare le locomotive 01, 03 e 04 con lo stesso rapporto delle elettromotrici, per poterle utilizzare con treni viaggiatori; solo lo 02 rimase con il rapporto di origine. Una locomotiva, la 01, fu ridipinta dall'originale castano ad un più moderno blu-azzurro, seguendo uno schema di coloritura diverso dal tradizionale bianco e blu già adottato sulle unità 01, 03 e 04 ed applicato, in precedenza, anche alla 01. Solo la unità 02 è rimasta nella coloritura originale, anche per distinguerla meglio dalle altre per via della conservazione dell'originale rapporto di trasmissione.
Inoltre, la società alla fondazione possedeva:
- 25 carri chiusi (G 101 - G 125)
- 45 carri aperti (L 201 - L 245)
- 16 carri a pianale (P 301 - P 316)
- 9 carri di servizio (P 401 - P 109)
- 2 carri a bilico (P 317 - P 318).

Oggi quasi tutti i carri risultano accantonati, salvo alcune unità usati come carri di servizio per i lavori in linea.

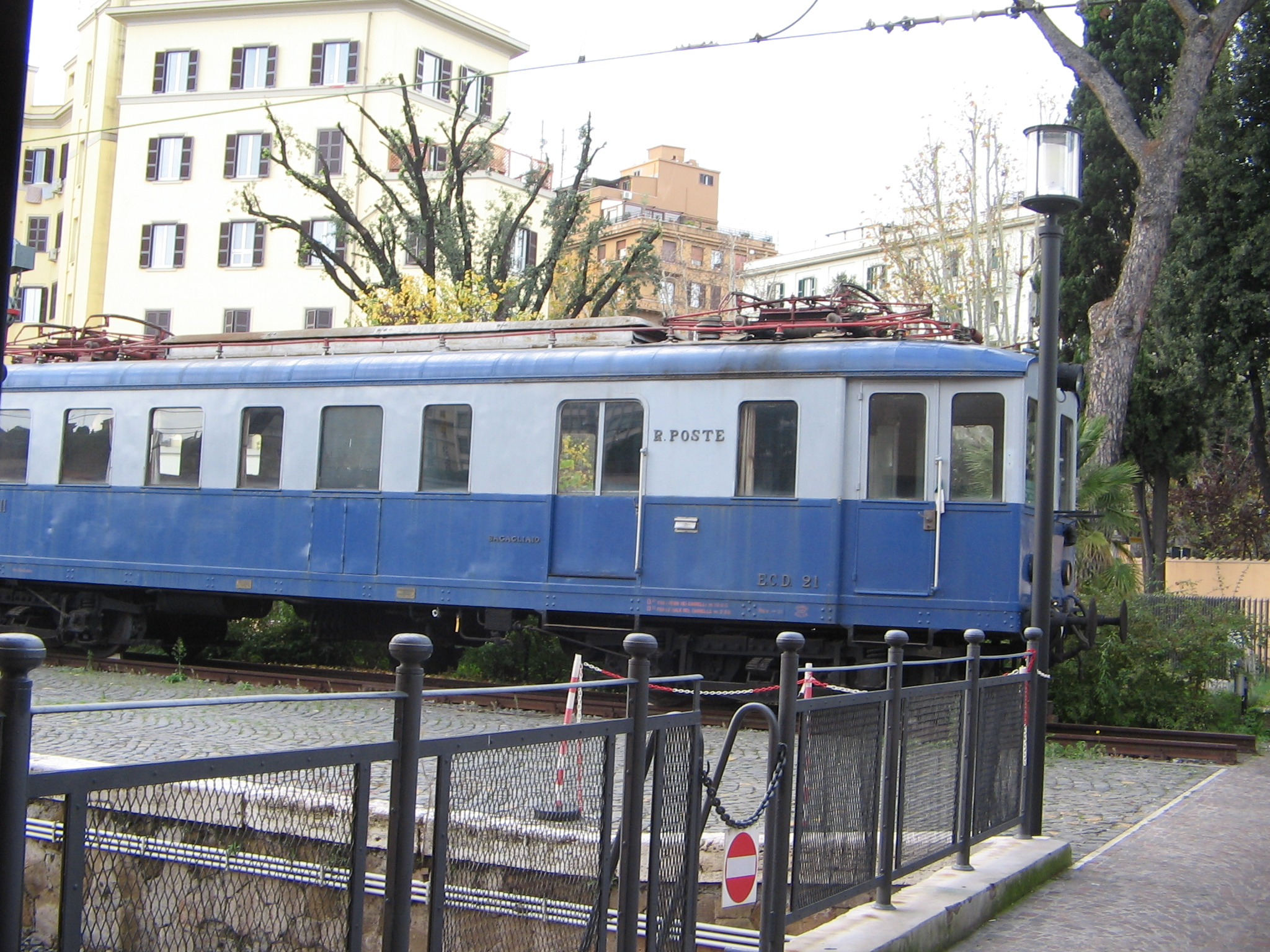
Elettromotrice ECD 21 del 1931, ora al Museo Metr.Ro a Porta San Paolo.

Un locomotore Stefer-51 costruito nel 1940 è stato acquisito dalla Ferrovia Roma-Lido nel 2002 per l'utilizzo come mezzo Diesel di supporto e di manovra. È stato accantonato nel 2006.
I convogli elettrici ECD sono composti da una elettromotrice in testa e da una o più comunemente due carrozze.
Le rimorchiate, come dianzi accennato, vennero commissionate in 8 unità miste 1ª-3ª classe (AC 51 - AC 58), 13 unità di sola terza classe (C 71 - C 82) e una carrozza VIP (S101, poi trasformata in carrozza mista e rinumerata AC59). La terza classe divenne seconda nel 1956, mentre la stessa suddivisione in classi rimase fino al 1977, poi divenendo classe unica.
Nel 1955 la SRFN rilevò dalla Società delle Guidovie Centrali Venete, che eserciva per conto della Società Veneta le linee per Bagnoli di Sopra, Piove di Sacco, Fusina e Mestre, le undici carrozze in legno C 162 - C171 e C 175, che rimasero in servizio per 14 anni, accantonate nel 1969 ed in seguito demolite.
Negli anni sessanta, come dianzi accennato, le motrici sono state divise in due gruppi: le unità 27, 28, 29 e 30 hanno subito un restyling ed un aggiornamento tecnico che ha permesso di rimetterle in servizio come convogli bloccati sulla tratta urbana prima e oggi sulla tratta meno frequentata, oltre Civita Castellana. Le unità non aggiornate furono utilizzate esclusivamente nel servizio extraurbano. Con lo stesso intervento si è proceduto a trasformare quattro carrozze ex-terza classe (n. 79, 80, 81 e 82) in carrozze pilota non motorizzate, per l'uso in accoppiamento con le quattro macchine riqualificate. Con l'arrivo dei treni FIREMA E84, tutto il materiale rotabile di origine tornò ad effettuare solamente il servizio interurbano, resistendo come colonne portanti del servizio fino ad una decina di anni fa circa, poi accantonati con l'arrivo dei treni ALSTOM MRP236

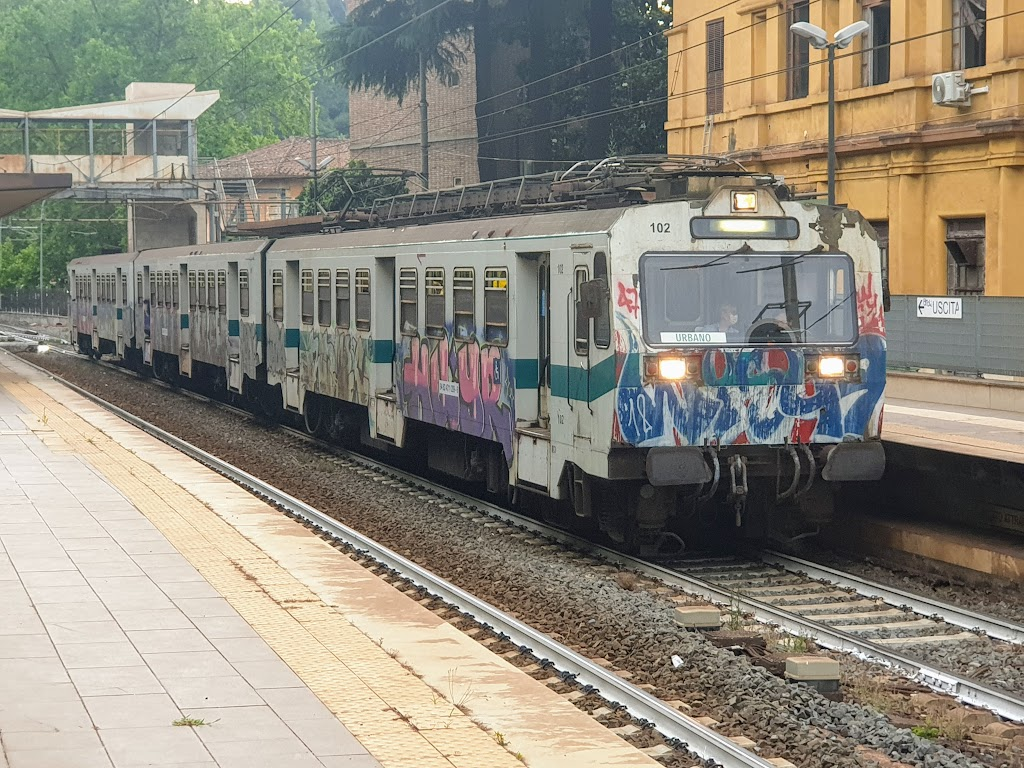
Elettromotrice 102: Firema E84

Nel 1987 la società, nel frattempo divenuta ACOTRAL, effettuò il primo vero investimento in veicoli dalla sua fondazione, commissionando a Firema-Casaralta-OMS sei Elettromotrici urbane Serie 100, con opzione per altre quattro, opzione poi confermata, composte originariamente da due casse di cui una motrice ed una rimorchiata pilota; nel 1990 arrivarono poi sei rimorchiate intermedie, mentre la seconda serie di quattro treni giunse dal 1995 direttamente a tre pezzi. Rispettivamente i tre tipi di unità sono classificati coi numeri pari tra 102 e 120 (le motrici), coi numeri tra 201 e 210 (le rimorchiate), e coi numeri dispari tra 101 e 119 (le rimorchiate pilota). Il primo treno, composto dalla motrice n. 102 e dalla rimorchiata pilota n. 101, entrò in servizio il 19 ottobre 1987.
Nel 1994 vennero costruiti altri due complessi derivati dai precedenti, dotati di sole due porte per lato della cassa ed utilizzati per la linea extraurbana. Differiscono per gli arredamenti interni, adatti a percorsi più lunghi, nella colorazione esterna e nella presenza di vestiboli. La commessa venne chiamata Serie 150, per continuità con i mezzi originari.
Nel 2000 sono stati immessi dieci nuovi convogli di Elettromotrici interurbane Serie 300 (Alstom MRP 236) prodotti dalla CostaRail di Costa Masnaga e da Alstom, destinati a rimuovere dal servizio anche i resti della flotta del 1932 che verranno mantenute solo per treni storici. I convogli sono realizzati con tre casse in composizione bloccata, marcate coi numeri pari tra 302 e 320 per le motrici, dispari tra 301 e 319 per le pilota e tra 401 e 410 per le rimorchiate. L'ultimo convoglio (319-410-320) è entrato in servizio nel 2008.
Nel 2007 sono state ordinate a Firema Trasporti dieci elettrotreni BETA2-Freccia Flaminia a tre casse. Le difficoltà finanziarie della società, in amministrazione controllata dal 2010, hanno però impedito la consegna dei rotabili, ergo, i convogli non verranno mai consegnati né tantomeno immessi sulla linea. 
Nel 2019, nell'ambito dell'accordo quadro sottoscritto tra la Regione Lazio e la Titagarh Firema per la fornitura di nuovi rotabili per le ferrovie Roma-Lido e Roma Nord, per quest'ultima sono stati ordinati 18 nuovi convogli da 4 casse, di cui 12 in allestimento urbano e 6 in allestimento extraurbano.
La fornitura di nuovi treni da parte di Titagarh Firema per le linee ferroviarie Roma-Lido e Roma-Civita Castellana-Viterbo ha incontrato significativi ritardi e problematiche amministrative. Nel novembre 2024, la Regione Lazio ha diffidato l'azienda a causa dei ritardi accumulati nella consegna dei 38 nuovi convogli previsti. Il primo contratto, sottoscritto nel gennaio 2022, prevedeva la consegna del primo treno entro 630 giorni, termine non rispettato. Parallelamente, sono emerse irregolarità nelle garanzie finanziarie presentate da Titagarh Firema. Le verifiche hanno indicato che le fideiussioni non soddisfacevano i requisiti previsti dal Codice dei contratti pubblici. Di conseguenza, la questione è stata affrontata nella Commissione Trasparenza della Regione Lazio nel novembre 2024, con l'obiettivo di chiarire sia le problematiche legate alle garanzie finanziarie sia i ritardi nelle consegne. In risposta, Titagarh Firema ha avviato accertamenti interni e ha presentato un esposto alla Procura della Repubblica, dichiarando di essere essa stessa vittima di eventuali irregolarità nelle garanzie. L'azienda ha inoltre comunicato di aver avviato un confronto con la Regione Lazio per individuare soluzioni idonee alla prosecuzione della fornitura. Nonostante i ritardi, Firema ha annunciato la presentazione dei primi due treni (uno per la Roma-Viterbo e uno per la Roma-Lido) entro il 20 dicembre 2024, con consegna prevista per febbraio 2025. Tuttavia, a marzo 2025, i treni non risultano ancora consegnati, e il banco rischiava nuovamente di saltare. Ad aprile 2025, la Firema porta le fideiussioni alla regione e assicura di continuare il collaudo e la consegna delle unità costruite, nonché la costruzione delle unità da costruire.
| Modello        | Anni di esercizio | Quantità    |
| -------------- | ----------------- | ----------- |
| Firema E84     | Dal 1987          | 9 convogli  |
| Firema E84A    | Dal 1995          | 2 convogli  |
| Alstom MRP 236 | Dal 2002          | 10 convogli |